# (13181) Peneleos
(13181) Peneleos (1996 RS28) – planetoida z grupy trojańczyków okrążająca Słońce w ciągu 11,91 lat w średniej odległości 5,21 j.a. Odkryta 11 września 1996 roku.